# Liên đoàn Công giáo Việt Nam
Liên đoàn Công giáo Việt Nam là một tổ chức chính trị xã hội của người Công giáo tại Việt Nam, thành lập tháng 12 năm 1945 bởi Giám mục Lê Hữu Từ, tại giáo phận Phát Diệm, Ninh Bình. Ban đầu tổ chức được lãnh đạo bởi ông Nguyễn Mạnh Hà, Bộ trưởng Bộ Kinh tế trong chính phủ Việt Nam Dân chủ Cộng hòa. Khi kháng chiến toàn quốc bùng nổ, Nguyễn Mạnh Hà ở lại Hà Nội và là nhân vật đối lập với chính phủ do Việt Minh làm nòng cốt.

## Lịch sử
Tổ chức sau chịu sự chi phối của Ngô Đình Diệm, và cùng Giám mục Lê Hữu Từ, đưa tổ chức này tham gia Mặt trận Thống nhất Quốc gia Liên hiệp, ủng hộ Bảo Đại.